# Бурты (Новосанжарский район)
Бурты (укр. Бурти) — село,
Шедиевский сельский совет,
Новосанжарский район,
Полтавская область,
Украина.
Код КОАТУУ — 5323487602. Население по переписи 2001 года составляло 103 человека.

## Географическое положение
Село Бурти находится на правом берегу реки Орель,
выше по течению на расстоянии в 1,5 км расположено село Нехвороща,
ниже по течению примыкает село Шедиево.
Река в этом месте извилистая, образует лиманы, старицы и заболоченные озёра, в том числе озеро Лиман.